# پارتریج ۱۹۸۱۰
سیارک ۱۹۸۱۰ (به انگلیسی: 19810 Partridge، نامگذاری:2000SP112) نوزده هزار و هشتصد و دهمین سیارک کشف شده‌است که در ۲۴ سپتامبر ۲۰۰۰ کشف شد.
قدر مطلق سیارک برابر ۲۰.۴ است.